# Indicación Geográfica

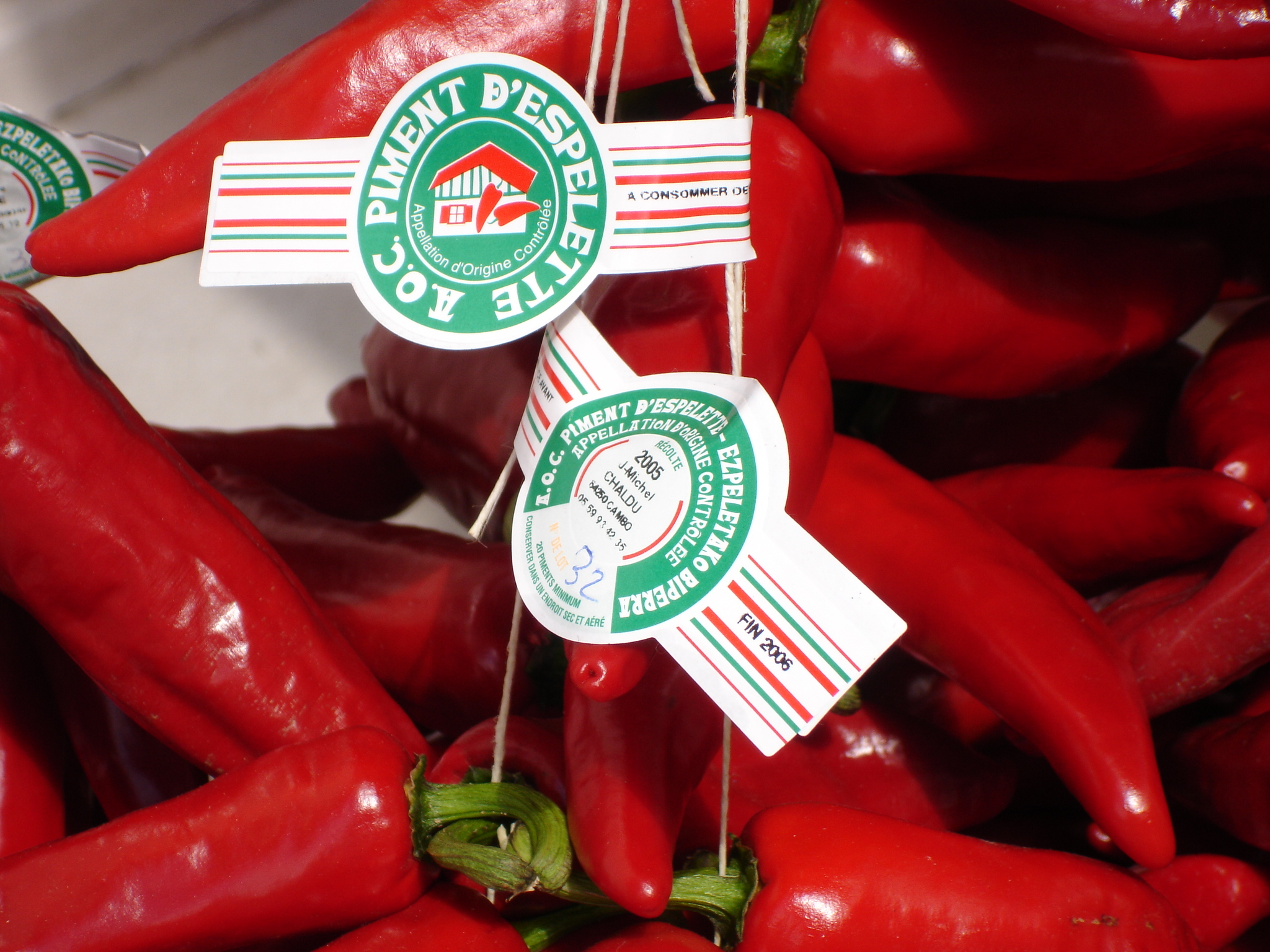
Ejemplo de etiqueta de un producto alimenticio donde se observa la indicación geográfica.

Una indicación geográfica (IG) es un signo utilizado en productos que tienen un origen geográfico concreto y poseen cualidades o una reputación derivadas específicamente de su lugar de origen (ciudad, región, país). El Acuerdo sobre los Aspectos de los Derechos de Propiedad Intelectual relacionados con el Comercio, define las indicaciones geográficas de la siguiente manera:

"(...) indicaciones geográficas son las que identifiquen un producto como originario del territorio de un Miembro o de una región o localidad de ese territorio, cuando determinada calidad, reputación, u otra característica del producto sea imputable fundamentalmente a su origen geográfico."
Artículo 22.1

No todas las denominaciones de origen conllevan el nombre del lugar de donde proceden, sino que son productos con relación a un lugar, como pasa con el Vinho verde, de Portugal. De ahí, que estos signos sean "indicaciones" pero no necesariamente el nombre geográfico de un lugar.
Una denominación de origen es un subtipo de indicación geográfica por la cual la calidad, método y reputación del producto son estrictamente originarios del área delimitada que se define dentro de su registro de derecho de propiedad intelectual correspondiente.
El uso de indicación geográfica, como tipo de indicación de procedencia, puede servir también como certificación para demostrar calidades específicas de un producto que se ha elaborado de acuerdo con métodos tradicionales y que por ello se le atribuye en gran medida, una reputación haciendo referencia a su origen geográfico.
A nivel internacional, las indicaciones geográficas pueden obtener registro a través del marco jurídico otorgado por el Sistema de Lisboa, que comprende el Arreglo de Lisboa relativo a la Protección de las Denominaciones de Origen y su Registro Internacional de 1958 y el Acta de Ginebra del Arreglo de Lisboa relativo a las Denominaciones de Origen y las Indicaciones Geográficas de 2015, los cuales son administrados por la Organización Mundial de la Propiedad Intelectual (OMPI). Hasta mayo de 2023, el Acuerdo de Lisboa contaba con 41 estados contratantes.
Derivado de una falta de armonización, la indicación geográfica prevista por el Arreglo de Lisboa convive con otras categorías de protección de propiedad intelectual y regímenes de calidad tanto locales como regionales que, en ocasiones, son equivalentes según la legislación en que se trate, o bien, la sustituyen. En una encuesta levantada en 2003, la OMC identificó al menos 23 definiciones especiales de origen geográfico entre sus países miembros,tales como la Appellation d'origine contrôlée francesa, las Denominaciones de origen protegidas y las Indicaciones geográficas protegidas de la Unión Europea.

## Sistemas de protección legal de las indicaciones geográficas
Los marcos legales que otorgan protección a las indicaciones geográficas, dentro de los niveles nacionales y regionales, pueden dividirse en tres sistemas:
1. Sistemas sui géneris, donde se otorga un derecho específico y propio a las indicaciones geográficas con independencia de los derechos de propiedad intelectual. Es el caso la Unión Europea, Suiza o India, entre otros.[12]
2. Sistemas que integran tales protecciones dentro derecho de marcas, específicamente como marcas colectivas o marcas de certificación. En el caso de las marcas colectivas, estas solo pueden ser usadas por los miembros de la asociación titular de la marca; mientras que las marcas de certificación pueden utilizarse por cualquier persona mientras cumpla con lo que establezca el titular de la marca. Esto acontece en Australia, Canadá, China y Estados Unidos.[13]
3. Sistemas que integran las indicaciones geográficas dentro de las leyes de prácticas de comercio como aquellas referentes a la prohibición de la competencia desleal, leyes de protección al consumidor, estándares alimentarios o etiquetado de productos. Este tipo de leyes se encuentra en México, Turquía y Corea del Sur.[14][10]

Es importante mencionar que estos sistemas pueden aparecer combinados en un mismo país, como en el caso de México, donde su indicación geográfica específica llamada denominación de origen, está prevista en su Ley federal de protección a la propiedad industrial, al tiempo que otorga una protección especial sui géneris.

## Regulación internacional

### Convenio de París y Acuerdo de Madrid
Desde el comercio internacional se realizaron importantes esfuerzos por armonizar los diferentes enfoques y normas que los gobiernos nacionales utilizaban para registrar las indicaciones geográficas. Los primeros intentos de hacerlo se realizaron en el Convenio de París para la Protección de la Propiedad Industrial (1883, aún en vigor), el cual en sus artículos 1(2) enumera a las "indicaciones de procedencia o denominaciones de origen" como parte de los objetos de protección de la propiedad industrial, sin dar una definición de los alcances de tal término.Igualmente, el artículo 10 de dicho tratado prohibía el uso de "indicaciones falsas" respecto a la procedencia de un producto.
Unos años después, en 1891, el Acuerdo de Madrid abundaría en las consecuencias jurídicas acerca de que un producto portara indicaciones de procedencia "falsas o engañosas" disponiendo el embargo para tales casos.

### Acuerdo sobre los Aspectos de los Derechos de Propiedad Intelectual relacionados con el Comercio
El Acuerdo sobre los Aspectos de los Derechos de Propiedad Intelectual relacionados con el Comercio (ADPIC) de la OMC, define las indicaciones geográficas como aquellas "que identifiquen un producto como originario del territorio de un Miembro o de una región o localidad de ese territorio, cuando determinada calidad, reputación, u otra característica del producto sea imputable fundamentalmente a su origen geográfico."
Los Estados miembros de este acuerdo poseen dos obligaciones principales respecto a las indicaciones geográficas conforme a este acuerdo:
- El artículo 22 del ADPIC establece que todos los gobiernos deben ofrecer medios legales en su legislación local para que el propietario de una indicación geográfica registrada en ese país pueda impedir el uso de marcas que induzcan a error al público sobre el origen geográfico del producto. Esto incluye la prevención del uso de un nombre geográfico que, aunque sea literalmente cierto, "represente falsamente" que el producto procede de otro lugar.[20] También se otorga el derecho a solicitar que el registro de una marca sea negado o invalidado si la marca induce a error.
- Por su parte, el artículo 23 del mismo acuerdo establece que todos los gobiernos deben conceder a los titulares de indicaciones geográficas, en virtud de su legislación, el derecho de impedir el uso de una indicación geográfica que identifique vinos que no sean originarios del lugar designado por la indicación geográfica. Incluso cuando se indique el verdadero origen del producto o se utilice la indicación geográfica traducida o acompañada de expresiones tales como “clase”, “tipo”, “estilo”, “imitación” u otras análogas.[20]

El artículo 24 del ADPIC establece una serie de excepciones a la protección de las indicaciones geográficas que son especialmente pertinentes para las indicaciones geográficas de vinos y bebidas espirituosas (artículo 23). Por ejemplo, los miembros no están obligados a proteger una indicación geográfica que se haya convertido en un término genérico para describir el producto en cuestión. Las medidas para aplicar estas disposiciones no deben perjudicar los derechos de marcas de fábrica o de comercio anteriores que se hayan adquirido de buena fe; y, en determinadas circunstancias se puede permitir el uso continuado de una indicación geográfica para vinos o bebidas espirituosas en la misma escala y naturaleza que antes.

### Arreglo de Lisboa y Acta de Ginebra
El Arreglo de Lisboa relativo a la Protección de las Denominaciones de Origen y su Registro Internacional de 1958 (revisado en 1967 y 1979) intentó otorgar un marco regulatorio a las "denominaciones de origen" a las que define como "la denominación geográfica de un país, de una región o de una localidad que sirva para designar un producto originario del mismo y cuya calidad o características se deben exclusiva o esencialmente al medio geográfico, comprendidos los factores naturales y los factores humanos".
El Arreglo de Lisboa, además de dar reconocimiento independiente a las denominaciones de origen destaca por establecer un sistema de registro de las denominaciones de origen ante la OMPI y determinar prohibiciones sobre usos que induzcan a error como usurpaciones e imitaciones.
No obstante, el Arreglo de Lisboa ha tenido una adhesión muy lenta por parte de los países, ya que estaba dirigida a los estados cuyas protecciones previeran la denominación de origen en cuanto tal, sin prever otras figuras como las indicaciones geográficas.
El Acta de Ginebra del Arreglo de Lisboa relativo a las Denominaciones de Origen y las Indicaciones Geográficas adoptado el 20 de mayo de 2015, extiende las protecciones del Arreglo de Lisboa hacia las indicaciones geográficas, a las cuales define como "toda indicación protegida en la Parte Contratante de origen que consista en el nombre de una zona geográfica o que contenga dicho nombre, u otra indicación conocida por hacer referencia a dicha zona, que identifique un producto como originario de esa zona geográfica, cuando determinada calidad, reputación u otra característica determinada del producto sea imputable fundamentalmente a su origen geográfico."
El Acta de Ginebra también flexibilizo la forma aplicar la norma de protección del Acta, la cual se extiende a sistemas legales donde las protecciones están dadas a través del derecho marcario o sistemas donde existen protecciones especiales (sui géneris). También permite la adhesión de organizaciones internacionales. De esta manera, esta acta intenta una mayor integración de actores internacionales.
El conjunto del Arreglo de Lisboa y el Acta de Ginebra conforman lo que se conoce como Sistema de Lisboa.

## Diferencias entre las indicaciones geográficas y otras protecciones

### Marcas
Si bien, tanto las marcas como las indicaciones geográficas identifican un producto o servicio y otorgan información sobre su origen, las marcas identifican un bien o un servicio como originario de una empresa en particular, mientras que las indicaciones geográficas identifican un producto como originario de un lugar en particular.
Otra diferencia radica en que las marcas son signos de diseño arbitrario o imaginativo utilizado por el propietario o por las personas autorizadas. Sobre ellas pueden concederse licencias de uso en cualquier parte del mundo sin que estén vinculadas a una región geográfica. Por su parte, la indicación corresponde al nombre del lugar de origen del producto, o el nombre por el que se conoce el producto en ese lugar. Una indicación geográfica puede ser utilizada por todas las personas que, en la zona de origen, producen el bien de acuerdo con las normas especificadas. Debido a su vinculación con el lugar de origen, una indicación geográfica no puede cederse o transferirse bajo licencia a alguien de fuera del lugar o que no pertenezca al grupo de productores autorizados.

### Denominación de origen
Una denominación de origen es un tipo específico de indicación geográfica que consisten en el nombre del lugar de origen del producto. Si bien, tanto las denominaciones de origen como las indicaciones geográficas requieren la existencia de un vínculo entre el producto y su lugar de origen, dicho vínculo es más estrecho en el caso de la denominación de origen.En las denominaciones de origen, de ordinario, las materias primas son nativas lugar de origen y su procesamiento también es local; mientras que en las indicaciones geográficas cualquier característica puede prevenir del lugar.